# تجدد العظام

كسر للعظم عبر خلايا الهدم وإعادة البناء عبر الخلايا البانية

تجدد العظام (Bone remodeling) او دوران العظام (Bone Turnover) هي عملية حيويه مستمره طوال حياة الأنسان، فيها يتم ارتشاف العظام - امتصاص لنسيج العظام- ، ويتم تكوين نسيج عظام جديد في عمليه تسمى (بالتعظٌّم).
هذه العملية أيضا تساعد في استعادة شكل العظام والتئامها عند حدوث اصابه وايضا عند حدوث اصابات دقيقه والتي تحدث غالبا.
في أول سنة من عمر الأنسان، يتم استبدال ما يقارب 100% من نسيج عظامه.
وعند البلوغ تساعد هذه العملية في تغيير10% من هيكل العظام كل عام.
أي خلل بين عمليتي النمذجة –التعظم والارتشاف- يحدث العديد من امراض ايض العظام مثل هشاشة العظام.

## العمليات الحيوية
في البيئة المتوازنه والسليمة للعظام هناك العديد من العمليات التي تحدث على المستوى الخليوي والجزيئي. فهناك نوعين من الخلايا مسئول عن عمليات الأيض بالعظام:
1-الخلايا الناقضه للعظام (والتي تساعد على ارتشاف العظام)

2-الخلايا البانية للعظام
ان تكوين العظام يعتمد على التعاون والتنظيم بين تلك الخلايا وكذلك الخلايا الأخري الموجوده بالعظام مثل خلايا المناعه، بالأضافة إلى مخزون عالي من الكالسيوم.حيث ان ايض العظام يعتمد على العديد من العمليات الدقيقة ويتبع مسارات محدده وتتحكم به الكثير من الآليات للوصول الي درجات ملائمه من النمو والتمايز. وتعد الهرمونات من الأشياء المنظمة لتلك العمليات ومنها، هرمونات الغدد جارات الدرقيه، فيتامين دي، هرمونات النمو، الكالسيتونين، والاسترويدات. وكذلك بعض مكونات نخاع العظام، السيتوكينات، وعوامل النمو.
وبهذه الطريقة يستطيع الجسم الحفاظ على مستويات ملائمه من الكالسيوم والتي تتناسب مع احتياجاته.
بحيث يكون التتابع المثالي مع عمليه النمذجة، امتصاص الخلايا الناقضه لبعض العظام السطحيه، ثم تثبيتها بواسطة الخلايا البانيه.ومع بعضهما تسمى هاتين الخليتين الوحدة الأساسية متعددة الخلايا وفترة حياة تلك الخلايا يعرف بمدة فترة تجدد العظام.

## أمثلة

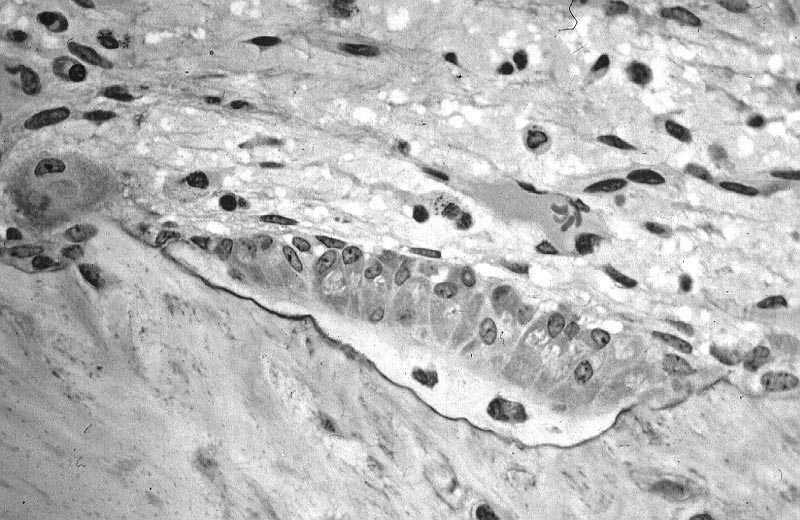
خلايا بانية تحتوي على خليتين عظميتين .
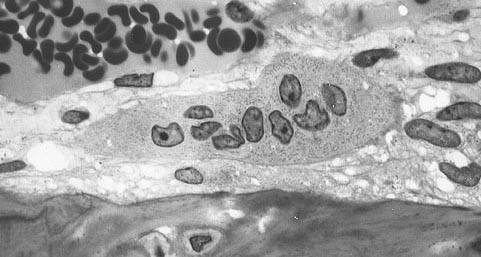
خلايا ناقضة، مع العظم تحتها، لها علامات خاصة: خلية كبيرة مع الأنوية المتعددة و""foamy":رغوي" العصارة الخلوية.